# وحیده محمدی‌فر
وحیده محمّدی‌فر، با نام اصلی رقیه محمدی‌فر (۱۹ بهمن ۱۳۴۷ – ۲۲ مهر ۱۴۰۲) فیلمنامه‌نویس، طراحِ لباس و دستیارِ کارگردان ایرانی بود. او در ۲۲ مهر ۱۴۰۲ به همراه همسرش داریوش مهرجویی در ویلای شخصی خود در شهرک زیبادشت منطقه فرخ‌آباد در شهرستان فردیس به قتل رسید. او دانش‌آموختهٔ روان‌شناسی از دانشگاه تهران بود.
او فعالیت در سینما را از سال ۱۳۷۵ و با بازی در فیلم سینمایی لیلا آغاز کرد.

## ازدواج
محمدی‌فر با داریوش مهرجویی ازدواج کرد و حاصلِ این ازدواج دختری به نامِ مونا است.

### مرگ
وحیده محمدی‌فر و همسرش داریوش مهرجویی، شب ۲۲ مهر ۱۴۰۲ در ویلایشان در زیبادشت در شهرستان فردیس کشته شدند. دخترشان حادثه را به پلیس گزارش داد.
قبل از این حادثه وحیده محمدی‌فر در صفحهٔ شخصی خود در اینستاگرام از تهدیدهای «شخصی ناشناس با لهجه غیر ایرانی» با چاقو از پشت در ویلایشان خبر داده بود. او همچنین در صفحه خود نوشته بود که در هفته‌های اخیر مورد سرقت قرار گرفتند و در طی این سرقت، دو عدد سنتور از ایشان به سرقت رفته که این سنتورها مربوط به پروژه سنتوری بودند.

## فیلم‌شناسی

### فیلم‌نامه‌نویس
- لامینور (۱۳۹۸)
- چه خوبه که برگشتی (۱۳۹۱)
- نارنجی‌پوش (۱۳۹۰)
- آسمان محبوب (۱۳۸۸)
- سنتوری (۱۳۸۵)
- مهمان مامان (۱۳۸۲)
- بمانی (۱۳۸۰)
- داستان‌های جزیره (دختردایی گمشده) (۱۳۷۷)

### بازیگر
- لیلا (۱۳۷۵)

### دستیار کارگردان
- مهمان مامان (۱۳۸۲)

### طراح لباس
- اشباح (۱۳۹۲)
- چه خوبه که برگشتی (۱۳۹۱)